# Organización de Izquierda Comunista
La Organización de Izquierda Comunista (OIC) fue un partido político de España fundado en 1974. En realidad fue una continuación de los ya existentes Círculos Obreros Comunistas (COC), cuyas raíces, a su vez, estaban en el Front Obrer de Catalunya (FOC), la versión catalana del Frente de Liberación Popular (FLP o FELIPE). A este tronco principal cabe añadir diversos grupos cristianos obreros, como los Grupos Anticapitalistas de Base (GAB) cordobeses, impulsados por trabajadores procedentes de la Juventud Obrera Cristiana (JOC), rama juvenil de la Hermandad Obrera de Acción Católica (HOAC). Otro grupo que también confluyó en OIC fueron los Núcleos Obreros Comunistas (NOC) vascos.
Fue legalizado el 27 de septiembre de 1977, estando ubicada su primera sede oficial en la madrileña calle de Boltañá 60.

## Ideología
Originalmente, tomó el nombre de Organización de Izquierda Comunista de España (OICE), perdiendo su última sigla en 1977 cuando pasó a definirse como marxista-leninista. Hasta esa fecha se había movido en el marco del llamado marxismo revolucionario, opuesto al estalinismo e inspirado en Marx, Engels, Lenin, Rosa Luxemburgo, Antonio Gramsci, György Lukács y León Trotski. En uno de sus documentos fundacionales, el Anteproyecto (el otro fue el llamado Documento de Vigo), se establecía el carácter socialista del proceso político subsiguiente a la crisis final del franquismo y, en consecuencia, se postulaba un esquema opuesto a las propuestas consideradas reformistas del PCE o al etapismo de raíz estalinista del maoísmo ortodoxo. Mientras la concepción directamente socialista del proceso político tenía su fundamento en la teoría de la revolución de Lenin y en los conceptos de la «revolución permanente» de Trotski, el consejismo y la oposición a la participación en las instituciones «burguesas» se inspiraban en Gramsci y en el Lukacs de Historia y conciencia de clase (1923). En gran medida, su organización histórica de referencia era el Partido Obrero de Unificación Marxista (POUM), de filiación marxista no estalinista. En esta primera etapa, la organización política española más afín fue Acción Comunista (AC), con la que concurrió junto con la LCR y el POUM a las elecciones de 1977 en la coalición del Frente por la Unidad de los Trabajadores (FUT), que no obtuvo ningún parlamentario.

## Trabajo de masas
En sus inicios, no tuvo ninguna organización sindical de referencia; más bien optó por una teorización anti-sindicatos, proponiendo el impulso de elementos de democracia directa (asambleas y comisiones representativas)en los centros de trabajo. No obstante, impulsó una organización para-sindical, que localmente obtuvo cierta implantación y protagonizó activamente destacados procesos reivindicativos (Vallés Oriental, Vitoria, Córdoba, Valencia, etc.). Durante una etapa defendió un modelo de sindicalismo unitario (la CUT, o Central Única de Trabajadores) vinculado a sus concepciones de ruptura socialista. Una vez evidenciada la implantación con éxito del modelo sindical de la transición promovido por los partidos mayoritarios de la izquierda, propugnó una postura ecléctica respecto a los sindicatos existentes, dependiendo de la situación laboral concreta de sus militantes. Así, no era extraño toparse con militantes de OIC trabajando en UGT, USO y, en mayor medida, en CCOO. Tras su fusión con el Movimiento Comunista (M.C.),   CC.OO. pasó a ser su referencia sindical indiscutible.

## Evolución
Con la evolución iniciada en 1976 hacia posiciones más cercanas al marxismo-leninismo tradicional, el partido abandonó algunos de los aspectos más izquierdistas del consejismo, con raíces teóricas en el marxismo revolucionario europeo de entreguerras, y se inició un proceso de cambio interno en el seno de la organización que conduciría a la fusión con el MC. 
Los planteamientos consejistas originales tomaban base en los siguientes principios, radicalmente opuestos al estalinismo y al marxismo-leninismo más dogmático:
- Los obreros no tienen patria. Escasa consideración por las luchas de liberación nacional, más allá de la defensa de lenguas y culturas amenazadas por la barbarie capitalista. Sus organizaciones se atienen al marco estatal preexistente, sin especial interés por modificarlo.
- Crítica al movimiento sindical tradicional. La lucha obrera no puede ser sólo económica. Asambleas y Consejos Obreros frente a Sindicatos.
- El partido no quiere ni puede sustituir a la clase obrera. Concepción del partido como un instrumento de dirección política que impulsa la autoorganización autónoma de la clase obrera. Defensa de la asamblea y las comisiones representativas como prácticas democráticas válidas y con elementos que cuestionan las formas burocráticas de representación.
- Obrerismo. El proceso de transición al socialismo debe ser dirigido por la clase obrera. No obstante en la OIC se impulsó un trabajo político dirigido a organizar el movimiento estudiantil, vecinal y de otros sectores populares (profesiones liberales, campesinos, etc.).
- Crítica a las estructuras frentepopulistas. La alianza entre obreros, campesinos y otras capas populares se debe concretar en torno a un Bloque Histórica Revolucionario Anticapitalista.
- Negativa inicial a dotarse de organización juvenil. No a la discriminación de los trabajadores por razón de edad. Cualquier obrero de 16 o más años puede aspirar a militar en el partido.
- Rechazo del centralismo burocrático. Las organizaciones que queden en minoría tienen derecho a defender, junto con la posición mayoritaria, las suyas propias.

Su primer secretario general fue Dídac Fàbregas, que utilizó el "nombre de guerra" de Jerónimo Hernández. El 11 de enero de 1978 dimitió de su cargo de Secretario General al producirse una votación mayoritaria en la ejecutiva federal en la cual se le exigía la fusión con el Movimiento Comunista de España. Cuatro días después en una carta dirigida a la Comisión Ejecutiva Federal renunciaba a su militancia. En enero de 1978 ingresó en el PSC (Congrés) siendo nombrado responsable del Comité Nacional de Política Municipal y Urbana de dicho partido.  
En 1979 la OIC fue absorbida por el Movimiento Comunista de España como organización, lo que motivó que una parte importantísima de sus antiguos fundadores y de muchos dirigentes históricos abandonaran dicha organización para militar más tarde en el PCE-PSUC y en el PSOE.
Su relevancia política fue menor que su incidencia real en los movimientos obreros y populares. Tuvo presencia e influencia en el movimiento obrero de El Vallés Oriental, Tarragona, Ford de Almusafes y en la construcción de Madrid, Islas Baleares, Córdoba, Granada y Campo de Murviedro (Valencia). En Mallorca una parte mayoritaria de la OIC se incorporó en el Partit Socialista de Mallorca (PSM) .
En Granada, a través de las Plataformas Unitarias de Estudiantes, una organización previa surgida de los círculos de la editorial ZYX, fue una de las organizaciones más activas y creativas en el ámbito universitario en la fase inmediatamente anterior a la transición. Con ella proclamaron la insubordinación universitaria creando en el año 1976 la "universidad paralela", donde los estudiantes en huelga se daban clase a sí mismos, prescindiendo del profesorado.
En el año 2016 ha surgido una organización con el mismo nombre, plataforma autodenominada como difusión de las ideas marxistas libertarias, denotando cierta tendencia al consejismo.

## Juventudes
Su rama juvenil fueron las Juventudes de Izquierda Comunista (JIC), uno de cuyos militantes, Iñaki Elicechea, tuvo cierta relevancia al ser protagonista de una campaña de la organización para su puesta en libertad, tras ser arrestado mientras cumplía el Servicio Militar, por tenencia de propaganda subversiva en su taquilla.

## Simbología
Cuando aún se denominaba COC, adoptaba, al lado de las siglas, la silueta de una hoz con el martillo, compacta y algo rechoncha. Se desconoce el color de esta silueta, que aparecía en negro por obvias razones de economía de medios.
Más tarde, convertida ya en OIC, adoptó una imagen corporativa ciertamente barroca, consistente en una estrella de cinco puntas con una hoz y martillo y un puño cerrado superpuestos. Los colores de estos tres elementos eran vacilantes, con la probable salvedad del puño, que solía ser casi siempre blanco.
Actualmente utiliza las siglas OIC utilizando como punto sobre la "I" una estrella con una hoz y un martillo.

## Publicaciones
- Octubre Rojo
- Vallès Obrero
- Universidad y Comunismo
- Barricada Comunista
- Cuadernos Rojos (teoría marxista, para consumo interno)
- La voz de los trabajadores
- El Carrer (País Valenciano)
- Democràcia Proletària (Mallorca)
- La vida del partido (boletín interno)
- Revolución (Andalucía)
- La lucha contra el fascismo comienza con la lucha contra el bolchevismo (en línea, digitalización de un artículo de Otto Rühle)
- Las masas y la vanguardia